# فرودگاه سویا
فرودگاه سویا  (به انگلیسی: Svea Airport) (به زبان بومی: Svea lufthavn) یک فرودگاه خصوصی است که یک باند فرود شن دارد. این فرودگاه در کشور نروژ قرار دارد و در ارتفاع ۸ متری از سطح دریا واقع شده است.

## شرکت‌های هواپیمایی و مقصدهای پروازی
| شرکت‌های هواپیمایی | مقصدهای پروازی  |
| ----------------- | --------------- |
| Lufttransport     | لانگیر سوالبارد |